# Jørgen Lykke Olsen

Jörgen Lykke Olsen (1976)

Jørgen Lykke Olsen (auch Jörgen L. Olsen; * 10. Mai 1923; † 14. März 2006 in Zürich) war ein dänisch-schweizerischer Physiker und Hochschullehrer der ETH Zürich (ETHZ). Er gilt als Begründer der Schweizer Tieftemperaturphysik.

## Leben und Wirken
Jørgen Olsen war Sohn eines Bauingenieurs und wuchs in Kopenhagen, Japan und Indien auf. Im Zweiten Weltkrieg leistete er Wehrdienst bei der Royal Navy und studierte anschliessend am Clarendon Laboratory in Oxford bei Kurt Mendelssohn Tieftemperaturphysik. Während seines Doktorats heiratete er die Zürcher Studentin Marianne Bär (1924–2011), die an einer Dissertation über den Isotopeneffekt in Supraleitern arbeitete. Sie bekamen zwei Kinder und seine Frau wurde später eine bekannte Bildhauerin.
Olsen arbeitete ab 1952 an der ETHZ im Institut von Peter Grassmann und verflüssigte am 27. August erstmals Helium in der Schweiz. Er gründete eine Gruppe, die hauptsächlich an Supraleitern forschte. Vier Jahre später wurde er Privatdozent und 1961 ausserordentlicher Professor für Experimentalphysik, mit Schwerpunkt Tieftemperaturphysik. Von 1972 bis 1990 war Olsen Ordinarius für Experimentalphysik und stand in dieser Zeit dem Departement Physik (1972–1974) und der Abteilung IX für Mathematik und Physik (1976–1978) vor. Das Laboratorium für Festkörperphysik leitete er von 1981 bis 1983.
Zu Olsens Schülern gehörten die Nobelpreisträger Heinrich Rohrer (1986) und Alex Müller (1987) sowie unter Anderen der Präsident der Albert-Einstein-Gesellschaft Bern Hans Rudolf Ott und der Ingenieurwissenschaftler Christian Trepp. Olsen gab seinen Mitarbeitern «ein seltenes Mass an Freiheit» und unterstützte die Suche nach neuen und interessanten Ergebnissen. Mit seiner Forschungsgruppe unternahm er Exkursionen, die «wissenschaftliche Sommerschule» genannt wurden. Transportmittel waren drei «klassische» Autos, ein Lancia Lambda von 1926, ein BMW Cabriolet von 1938 und ein etwas jüngerer Riley.

## Schriften (Auswahl)
- Electron Transport in Metals. Interscience Publishers; New York, London 1962.

## Belege
1. 1 2 3 4  Claudio Palmy: Zum 70. Geburtstag des Physikers Jörgen L. Olsen. In: Neue Zürcher Zeitung. 8. Mai 1993.
2. 1 2 3  Peter Wyder, Heinrich Rohrer, B. S. Chandrasekhar, Bruno Lüthi, Klaus Andres: Obituary of Jorgen Lykke Olsen. In: Physics Today. 21. Juli 2006.
3. ↑  Marianne Olsen. In: SIKART. Abgerufen am 23. August 2024.
4. ↑  Traueranzeige der ETHZ und des Präsidenten Konrad Osterwalder. In: Neue Zürcher Zeitung. 17. März 2006. S. 54.

| Personendaten    | Personendaten                                        |
| ---------------- | ---------------------------------------------------- |
| NAME             | Olsen, Jørgen Lykke                                  |
| ALTERNATIVNAMEN  | Olsen, Jörgen Lykke                                  |
| KURZBESCHREIBUNG | dänisch-schweizerischer Physiker und Hochschullehrer |
| GEBURTSDATUM     | 10. Mai 1923                                         |
| GEBURTSORT       | Dänemark                                             |
| STERBEDATUM      | 14. März 2006                                        |
| STERBEORT        | Zürich, Schweiz                                      |